# Museo de la minería
Un museo de la minería es un museo que trata de recordar lo que supuso la minería en épocas pasadas. En este tipo de museos se pueden ver desde lámparas empleadas por los mineros, vagonetas y sistemas de extracción de carbón, historia de las poblaciones donde se encontraban o se encuentran las extracciones mineras hasta recreaciones de minas o "minas espejo", al tiempo que se realizan "actividades paralelas" como pueden ser proyecciones de películas, conferencias, etc para conocer más el "mundo minero".

## Museos de Minería en España
Existen los siguientes museos de minería en España:
Museos regionales de minería:
- Museo de la Siderurgia y la Minería de Castilla y León (MSM)
- Museo de la Minería de Asturias (MUMI)
- Museo de la Minería del País Vasco

Museos municipales de minería:
- Museo de las Minas de Serchs, provincia de Barcelona
- Museo de la Minería de Puertollano, provincia de Ciudad Real
- Centro de Interpretación de la Minería (Barruelo de Santullán), provincia de Palencia